# Stripped (песня)
«Stripped» (с англ. — «Обнажённая») — первый сингл британской группы Depeche Mode из их пятого студийного альбома Black Celebration и 15-й в дискографии группы. Вышел 10 февраля 1986 года. Это шестой подряд сингл Depeche Mode, занимавший позиции в UK Top 20 (15-я строчка).

## О сингле
«Stripped» известна применявшимся в ней инновационными приёмами семплирования. Вначале появляется искажённый и замедленный звук мотоциклетного двигателя, затем, перед началом основной мелодии, появляется звук автомобильного зажигания. В конце используются звуки фейерверка. В целом, по комментарию Тима Дигравины из AllMusic, песня характеризуется «сложным смешением колотящих бас-битов, стакаттированных электронных эффектов и пронзительных [нот] клавишных».
Американский выпускающий лейбл Sire Records включил би-сайд этого сингла, «But Not Tonight», в саундтрек фильма «Современные девчонки», а также в американскую версию альбома Black Celebration. Как результат, в США стороны «А» и «Б» поменялись местами, и был выпущен сингл «But Not Tonight» в помощь продвижению фильма. Группа не была рада этому обстоятельству, так как считала «But Not Tonight» «бесполезным попсовым треком, записанным менее чем за сутки». В чарты песня не попала. Однако, несмотря на эту самокритику, акустическая версия «But Not Tonight» время от времени исполнялась Мартином Гором на концертах по ходу тура в поддержку альбома Delta Machine; запись исполнения песни вошла в альбом Live in Berlin.
Другие би-сайды — «Breathing in Fumes» и «Black Day». В «Breathing in Fumes» использованы семплы из «Stripped», в создании этого микса принимал участие Томас Стилер. «Black Day» — это акустическая, альтернативная версия песни «Black Celebration», спетая Мартином Гором, написанная им в соавторстве с Аланом Уайлдером и Дэниелом Миллером (это единственная песня группы, в написании которой последний принимал участие).
Версия «Highland Mix» песни «Stripped» была сведена Марком Эллисом (более известным как «Флад»), который впоследствии станет продюсировать Violator и Songs of Faith and Devotion. Удлинённая версия ремикса на «But Not Tonight» была включена в британские CD-издания альбома Black Celebration в качестве бонус-трека, аналогично «Black Day» и «Breathing in Fumes».
Версии «But Not Tonight» и «But Not Tonight (Extended Mix)», находящиеся на 7" и 12" изданиях американского сингла «But Not Tonight», были созданы Робертом Маргулеффом и отличаются от версий, представленных на британских релизах. Версия 12" впоследствии на четвёртом диске сборника Remixes 81–04 была обозначена как «Margouleff Dance Mix».
Видеоклип на «Stripped» стал последним клипом, который для группы снял режиссёр Питер Кэр. В клипе присутствуют автомобили ГАЗ-24 и Lada 1200 (последний участники группы усердно разбивают кувалдами). Видеоклип на «But Not Tonight» был снят Тамрой Дэвис, и доступен в нескольких версиях.
В 1998 году немецкая метал-группа Rammstein записала кавер-версию на песню «Stripped», позже сняв на эту песню клип, подвергшийся жесткой критике, так как в клипе содержатся отрывки из документального фильма «Олимпия», рассказывающего об Олимпиаде 1936 года в Берлине и пропагандирующего национал-социалистический режим.

## Списки композиций
Слова и музыка всех песен — написаны Мартином Гором за исключением «Black Day» (Гор, Уайлдер, Миллер).
| №  | Название   | Длительность |
| -- | ---------- | ------------ |
| 1. | «Stripped» | 3:47         |

| №  | Название          | Длительность |
| -- | ----------------- | ------------ |
| 2. | «But Not Tonight» | 4:15         |

| №  | Название                            | Длительность |
| -- | ----------------------------------- | ------------ |
| 1. | «Stripped» (Highland Mix)           | 6:41         |
| 2. | «But Not Tonight» (Extended Remix)  | 5:10         |
| 3. | «Breathing in Fumes»                | 6:05         |
| 4. | «Fly on the Windscreen» (Quiet Mix) | 4:23         |
| 5. | «Black Day»                         | 2:36         |

| №  | Название                              | Длительность |
| -- | ------------------------------------- | ------------ |
| 1. | «Breathing in Fumes» (Extended Remix) | 6:07         |
| 2. | «Stripped» (Highland Mix)             | 6:41         |

| №  | Название                            | Длительность |
| -- | ----------------------------------- | ------------ |
| 1. | «Stripped»                          | 3:51         |
| 2. | «But Not Tonight»                   | 4:16         |
| 3. | «Stripped» (Highland Mix)           | 6:41         |
| 4. | «But Not Tonight» (Extended Remix)  | 5:13         |
| 5. | «Breathing in Fumes»                | 6:06         |
| 6. | «Fly on the Windscreen» (Quiet Mix) | 4:24         |
| 7. | «Black Day»                         | 2:37         |

| №  | Название          | Длительность |
| -- | ----------------- | ------------ |
| 1. | «But Not Tonight» | 3:54         |
| 2. | «Stripped»        | 3:49         |

| №  | Название                         | Длительность |
| -- | -------------------------------- | ------------ |
| 1. | «But Not Tonight» (Extended Mix) | 6:17         |
| 2. | «Breathing in Fumes»             | 6:04         |
| 3. | «Stripped» (Highland Mix)        | 6:41         |
| 4. | «Black Day»                      | 2:35         |

## Позиции в хит-парадах
| Чарт (1986)                        | Позиция |
| ---------------------------------- | ------- |
| Великобритания (OCC UK Singles)    | 15      |
| Италия (Musica e dischi)           | 16      |
| Новая Зеландия (Recorded Music NZ) | 41      |
| ФРГ (GfK)                          | 4       |
| Швейцария (Schweizer Hitparade)    | 8       |
| Швеция (Sverigetopplistan)         | 9       |